# Six poèmes (Honegger)
Pour les articles homonymes, voir Six Poèmes.
Les Six poèmes ou Six poèmes de Guillaume Apollinaire (H. 12) d'Arthur Honegger sont une œuvre vocale composée entre 1915 et 1917 et éditée par Salabert. Le recueil est constitué de six mélodies tirées de l'œuvre de Guillaume Apollinaire, Alcools.

## Genèse
Né au Havre de parents zurichois, le jeune compositeur Honegger conserve la nationalité suisse et quand éclate la Première Guerre mondiale le 1er août 1914, il doit s'acquitter de ses obligations militaires, malgré la neutralité de son pays de cœur. Il part dans le Tessin à l'École des recrues de juillet à septembre 1915. Rapidement licencié et soulagé face au dégoût que représente la chose militaire, il regagne Paris où il écrit deux mélodies, dont Prière sur un poème de Francis Jammes et surtout Automne qui deviendra la troisième des six mélodie de Six Poèmes, tirée d'Alcools de Guillaume Apollinaire.
Si la période de guerre est instable, la vie parisienne suit son cours. Honegger est admis dans la classe d'orchestre de Vincent d'Indy en mars 1916 et compose notamment le Prélude pour Aglavaine et Sélysette et la Rhapsodie pour deux flûtes, clarinette et piano. Il fréquente de plus en plus les milieux artistiques parisiens, poussé par son amitié avec le compositeur Darius Milhaud. Outre le peintre Othon Friesz, il rencontre les poètes Archag Tchobanian, Friz Vanderpyl, et surtout Guillaume Apollinaire. 

## Structure et analyse
Chaque mélodie possède une durée d'exécution de une à deux minutes. Le recueil se compose de À la Santé, Clotilde, Automne, Saltimbanques, L’Adieu et Les Coches.

### À la Santé
Cette romance sentimentale composée en 1916 évoque Charles Gounod et Jules Massenet. Les accords arpégés de la main gauche servent de support à un chant sonore à la main droite en quartes et quintes, chères au compositeur. S'ensuivent des octaves lourdes créant une ambiance mystérieuse ou méditative.

### Clotilde
Écrite en 1916, la mélodie Clotilde présente une certaine analogie avec l'univers musical de Claude Debussy. Quelque peu impersonnelle, elle repose sur des arpèges continus.

### Automne
Chronologiquement, Automne est la première des six mélodies du recueil, composée dès 1915. Consacrée comme la « perle » du cycle, elle développe une mélodie mélancolique dont le « désespoir étreint le cœur » selon les mots de Pierre Meylan. Les quintes obstinées à la basse, chères au compositeur, supportent des accords de quartes et de sixtes à la main droite. Selon Meylan, le compositeur confesse que la réussite de cette mélodie tient essentiellement de la qualité intrinsèque du poème d'Apollinaire et le musicologue Marcel Delannoy indique qu'il considère ces mélodies « comme les plus émouvantes qu'il [Honegger] ait écrites ».

### Saltimbanques
Datée de mars 1917, la pièce Saltimbanques présente des rythmes syncopée mêlés de glissandi qui évoquent la « musique nègre ».

### L’Adieu
Datée de 1917, la mélodie Adieu présente une atmosphère inquiétante, due à ses « dissonances criardes » et tire vers une sorte d'« atonal impressionnisme ».

## Partitions
- « Honegger » (partitions libres de droits), sur l'IMSLP

## Discographie

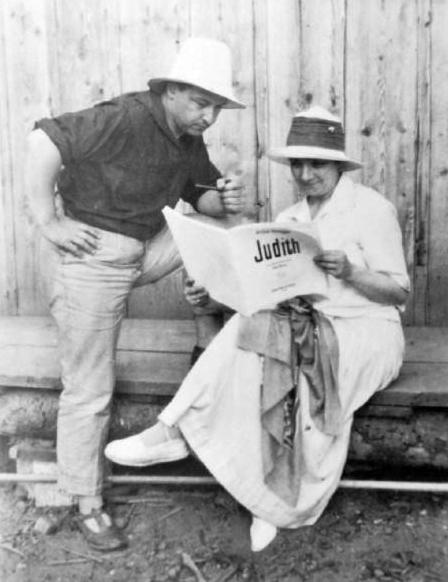
La cantatrice Claire Croiza et Arthur Honegger en 1925. Claire Croiza est l'interprète de nombreuses mélodies d'Honegger.

### Intégrale du cycle
- Hommage à Jane Bathori, éditeur Wea ;
- Arthur Honegger : les mélodies par Brigitte Balleys et Billy Eidi, Jean-François Gardeil, 2008, label Timpani.

### Mélodies éparses
- Automne par Claire Croiza in Claire Croiza, Champion of The Modern French Melody, Marston.

### Sources et références
- Pierre Meylan, Honegger, L'Âge d'Homme, 1982, 205 p.

1. 1 2 3 4  p. 22

- Marcel Delannoy, Honegger, Pierre Horay, 1953, 250 p.

- Jacques Tchamkerten, Arthur Honegger, Papillon, 2005, 261 p.

1. 1 2 3 4 5 6 7 8  p. 23
2. 1 2 3 4 5  p. 24